# W 모터스
W 모터스(영어: W Motors, 아랍어: دابليو موتورز)는 레바논의 대표적인 스포츠카 메이커로 2012년에 설립했다. 본사는 아랍에미레이트 두바이에 위치해 있다.